# Лопиталь де Витри, Николя де
Николя де Лопиталь (де Л’Опиталь), маркиз (с 1642 — герцог) де Витри, сеньор де Нанди и де Кубер (фр. Nicolas de L'Hospital, marquis puis duc de Vitry, seigneur de Nandy et de Coubert; 1581 — 28 сентября 1644, поместье Нанди около Мелёна) — гвардейский капитан, убивший в 1617 году Кончино Кончини и получивший за это от короля звание маршала Франции.

## Биография

Герб рода де Лопиталь

Герб герцога де Витри

Николя родился в 1581 году. Старший брат Франсуа де Лопиталя, который тоже получил звание маршала после 30 лет службы в 1643 году. В 1611 году после смерти отца, гвардейского капитана, Николя назначили на его должность. При дворе он подружился с Шарлем Люинем, фаворитом Людовика XIII, и устроил заговор против всесильного маршала д’Анкра, он же Кончини Кончино. Получив в 1617 году приказание короля арестовать последнего, де Витри напал на него во дворе Лувра и тремя выстрелами убил маршала на месте. За это он был произведен в маршалы. Позже он отличился при осаде Ла-Рошели. В 1631 году Витри был назначен губернатором в Прованс, где злоупотреблял властью, за что кардинал Ришельё заключил его в Бастилию. Когда кардинал умер, Витри был выпущен на свободу и вскоре пожалован герцогом и пэром от имени короля Людовика XIV. Скончался в родовом поместье Нанди в 1644 году.